# Monika Rathert
Monika Rathert (* 12. Juli 1972 in Steinfurt) ist eine deutsche Sprachwissenschaftlerin.

## Leben
Monika Rathert hat 1999 ihr Studium der  Allgemeinen Sprachwissenschaft und Linguistik des Englischen in Tübingen mit dem Magister Artium abgeschlossen. Sie wurde 2004 an der Universität Tübingen mit der Dissertation Textures of Time. The Interplay of the Perfect, Durative Adverbs, and Extended-Now-Adverbs in German and English zur Tempussemantik bei Arnim von Stechow promoviert. Danach war sie innerhalb Deutschlands an den Universitäten Tübingen, Heidelberg, Frankfurt und Saarbrücken in Forschung und Lehre tätig. Außerdem hat sie im Ausland als Gastdozentin an der Ben-Gurion-Universität in Beʾer Scheva (Israel), der Technischen Universität Wien, dem Trinity College in Dublin (Irland) und als Gastprofessorin an der Universität Wien (Österreich) gelehrt.
Seit April 2009 ist Monika Rathert Professorin im Fachbereich A der Bergischen Universität Wuppertal. 2009 hat sie den Lehrpreis „Bergischer Lehrlöwe“ der Universität Wuppertal erhalten. Seit 2010 ist sie Vorsitzende des Zentrums für Linguistik der Bergischen Universität Wuppertal.
Monika Rathert ist in der germanistischen Forschung sowohl durch ihre Arbeiten zur Semantik von Tempus und zu Nominalisierungen als auch durch ihre Forschung zu Sprache und Recht bekannt. Sie ist Gründungsmitglied der „International Language and Law Association“ und Mitglied des wissenschaftlichen Beirats des „International Journal for the Semiotics of Law“.

## Schriften
- mit Artemis Alexiadou, Monika Rathert (Hrsg.): Perfect Explorations. Mouton de Gruyter, Berlin. 2003, ISBN 978-3110172294.
- Textures of Time. Akademie, Berlin 2004, ISBN 978-3050040745.
- Sprache und Recht. Winter, Heidelberg 2006, ISBN 978-3825352332.
- mit Anastasia Giannakidou (Hrsg.): Quantification, Definiteness, and Nominalization. Oxford University Press, Oxford 2009, ISBN 978-0199541096.
- mit Günther Grewendorf (Hrsg.): Formal Linguistics and Law. Mouton de Gruyter, Berlin 2009, ISBN 978-3110218381.
- mit Artemis Alexiadou (Hrsg.): The Syntax of Nominalizations across Languages and Frameworks. Mouton de Gruyter, Berlin 2010, ISBN 978-3110226539.